# Ferdinand Ernst von Waldstein-Wartenberg

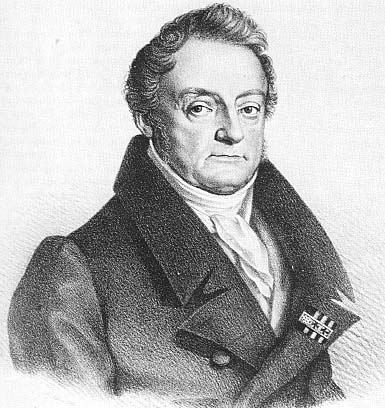
Graf Ferdinand Ernst Joseph Gabriel von Waldstein und Wartenberg

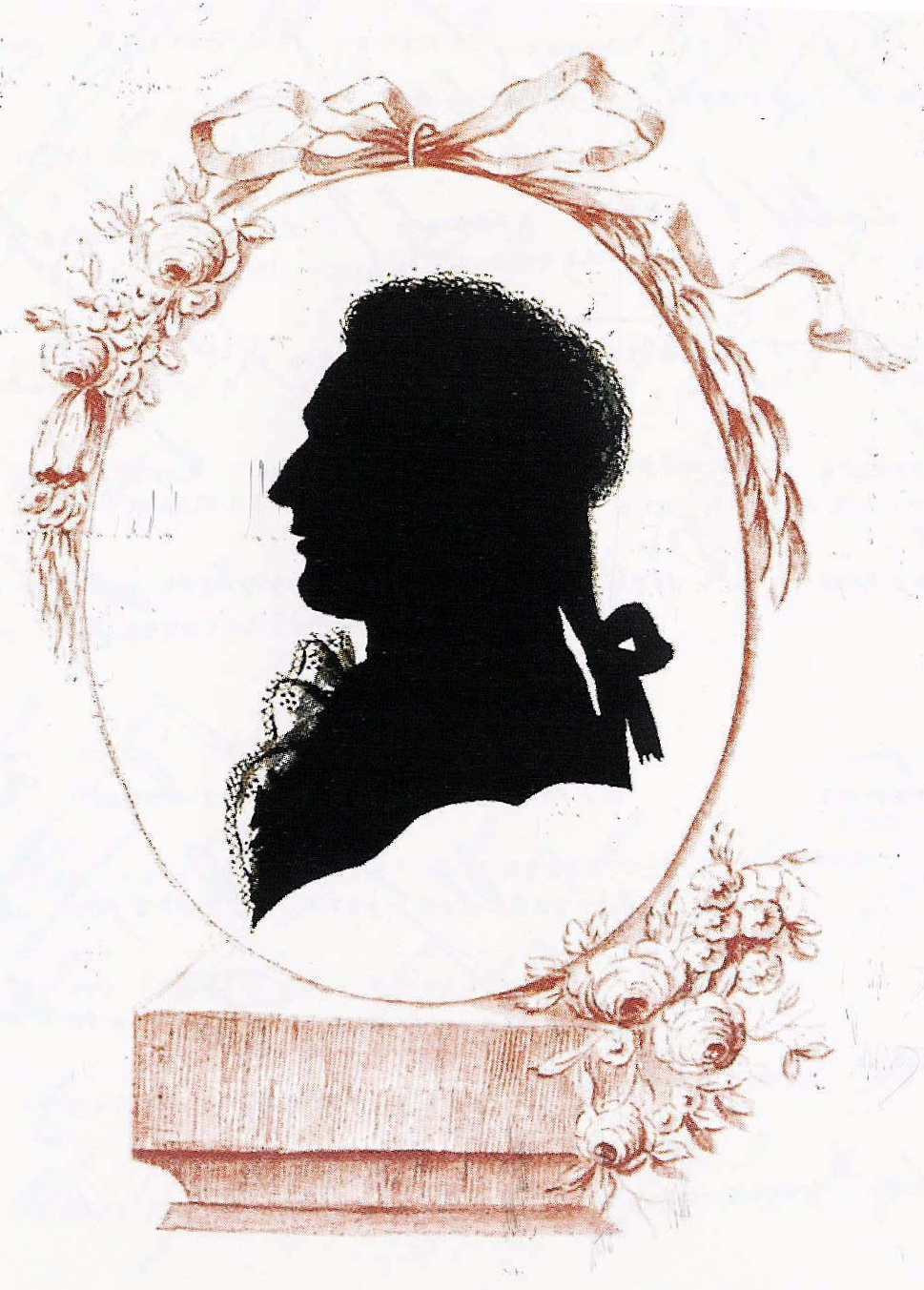
Ferdinand Ernst von Waldstein – Scherenschnitt (von Babette Koch?) in Ludwig van Beethovens Stammbuch

Graf Ferdinand Ernst Joseph Gabriel von Waldstein und Wartenberg (* 24. März 1762 in Wien; † 26. Mai 1823 in Wien) war Geheimrat in Bonn, Generalleutnant der britischen Armee, Komtur des Deutschen Ordens und ein Förderer von Ludwig van Beethoven.

## Leben
Graf Ferdinand Ernst von Waldstein entstammte der böhmischen Adelsfamilie Waldstein-Wartenberg. Er war der vierte Sohn von Emanuel Philibert von Waldstein-Wartenberg und seiner Frau Maria Anna Theresia von Liechtenstein. Seine älteren Brüder waren Joseph Karl Emanuel, Johann Friedrich und Franz Adam von Waldstein und Wartenberg. Seine Schwester Mariana Waldstein wurde eine bedeutende Kunstmalerin in Spanien.
1787 trat er in den Deutschen Orden ein und wurde Novize in Ellingen. Seit Anfang 1788 war Waldstein in Bonn und wurde dort am 17. Juni 1788 von Kurfürst Max Franz als Hochmeister des Ordens zum Ritter geschlagen. Ein Jahr später wurde er „Wirklicher Geheimrat“ und Mitglied der Staatskonferenz des Ordens in Bonn. Durch kurfürstliche Schenkung erhielt er 1791 einen Rittersitz in Godesberg und wurde nach langwierigem Ahnenprobe-Verfahren im Februar 1793 Mitglied der kurkölnischen Landstandschaft. Von 1788 bis 1792 war Ferdinand Ernst von Waldstein in verschiedenen diplomatischen Missionen tätig. 1792 wurde er Komtur der Kommende Virnsberg in der Deutschordensballei Franken. Anfang 1794 war Waldstein im Gefolge des vor den Franzosen geflohenen Kurfürsten in Wien. Mit einer Denkschrift, verfasst am 1. März 1794, versuchte Waldstein den Kurfürsten politisch zu beeinflussen. Der warf ihm vor, „bei Verhandlungen mit kaiserlichen Generalen seine Vollmachten überschritten zu haben“.
Am 3. Juni 1795 schloss Waldstein einen Vertrag mit Großbritannien über die Aufstellung eines „Regiments Mergentheim“ aus deutschen Rekruten. Seit 1796 lebte er in London. Am 23. Juli 1797 schrieb der Kurfürst: „Ferdinand Waldstein läßt schon über ein Jahr von sich weder den Orden noch seine Kreditoren etwas hören, ich wünsche ihm viel Geld und Klugheit“. Sein Regiment erreichte nie die angestrebte Stärke von 1200 Mann; es wurde 1797 in Westindien stationiert und 1798 aufgelöst. Viele der Soldaten wurden ins britische 60th (Royal American) Regiment übernommen. 1807 quittierte er seinen Dienst in Großbritannien.
Von 1809 an lebte Waldstein in Wien oder auf seinen böhmischen Gütern. 1811 trat er aus dem Orden aus. Er verarmte nach glücklosen finanziellen Aktionen und starb im Mai 1823 in Wien.

## Freund und Förderer Ludwig van Beethovens
Waldstein beteiligte sich in seiner Bonner Zeit intensiv am gesellschaftlichen und kulturellen Leben der Residenzstadt und war neuen Ideen gegenüber aufgeschlossen. Er wurde 1788 Mitglied der Bonner Lesegesellschaft und 1794 deren Direktor und gehörte zu den Subskribenten der Gedichte des damaligen Bonner Professors und späteren Jakobiners Eulogius Schneider.
Waldstein war musikalisch, ein guter Klavierspieler und er komponierte selbst. In Bonn verband ihn eine Freundschaft mit der Familie Breuning, bei der er in Kontakt mit Beethoven kam – spätestens seit einem von ihm organisierten Ritterballett im Jahr 1791. Ein Jahr zuvor hatte Waldstein Beethoven den Auftrag gegeben, Musik für ein Ritterballett zu schreiben. Die Partitur wurde 1791/92 unter dem Titel Variations à quatre mains pour le Pianoforte sur une Thème de Monsieur le Comte de Waldstein par Louis van Beethoven fertiggestellt und 1794 gedruckt.
Ferdinand Ernst von Waldstein war der erste und wahrscheinlich wichtigste Mäzen Beethovens. Er war es, der ihm das Stipendium für seine Reise nach Wien im Jahr 1792 verschaffte. Als Beethoven im November 1792 seine Geburtsstadt verließ, schrieb Waldstein am 29. Oktober in Beethovens Stammbuch:

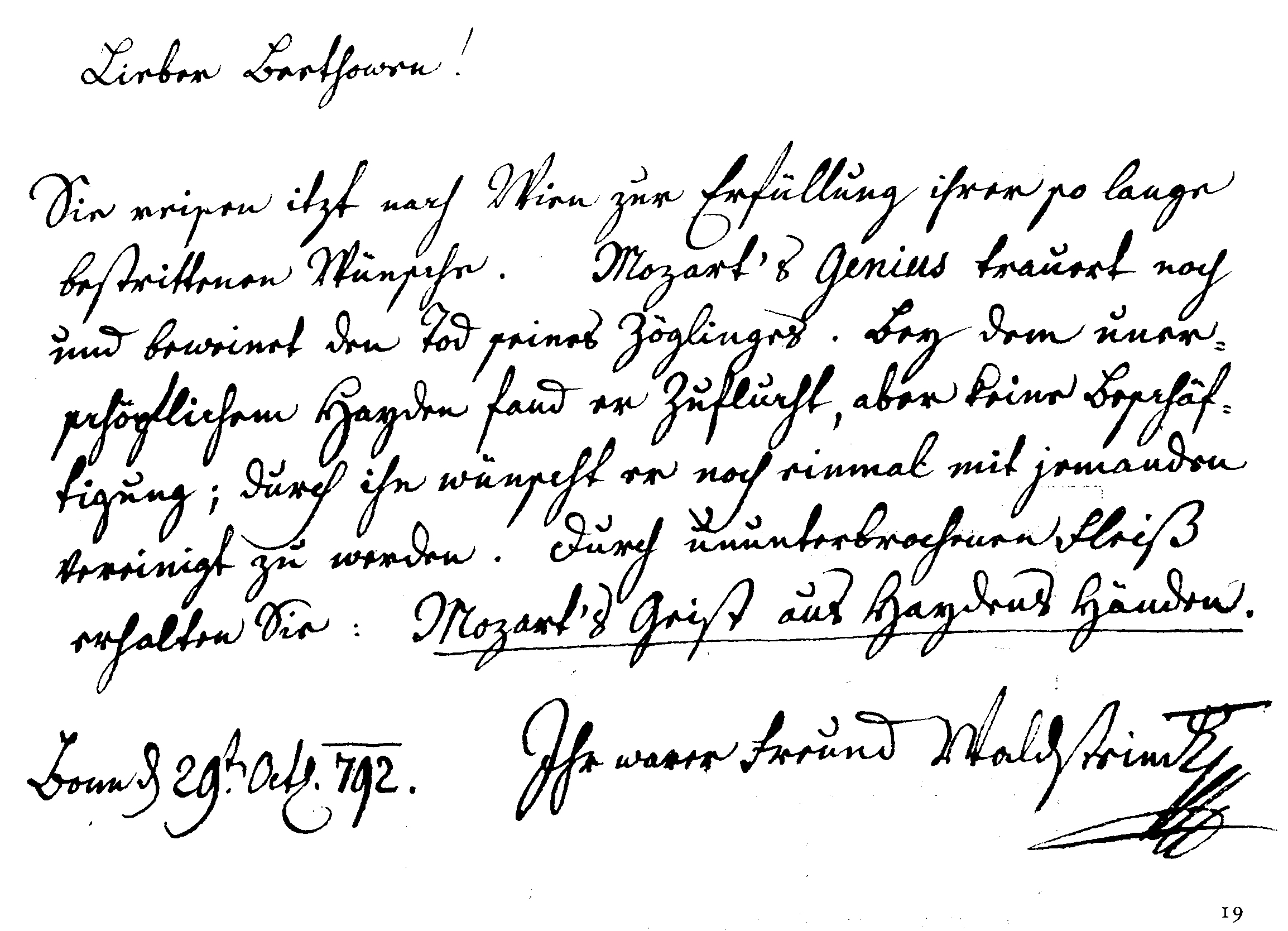
Ferdinand Ernst von Waldsteins Eintrag in Ludwig van Beethovens Stammbuch

Lieber Beethowen!
Sie reisen itzt nach Wien zur Erfüllung ihrer so lange
bestrittenen Wünsche. Mozart's Genius trauert noch
und beweinet den Tod seines Zöglinges. Bey dem uner=
schöpflichem Hayden fand er Zuflucht, aber keine Beschäf-
tigung; durch ihn wünscht er noch einmal mit jemanden
vereinigt zu werden. Durch ununterbrochenen Fleiß
erhalten Sie: Mozart's Geist aus Haydens Händen.
Bonn d 29t. Oct. 792. Ihr warer Freund Waldstein OT
Obwohl der Komponist 1804 seine Klaviersonate Nr. 21 C-Dur op. 53, die als „Waldsteinsonate“ in die Musikgeschichte eingegangen ist, Ferdinand Ernst von Waldstein widmete, hatten die beiden in ihrer Wiener Zeit offenbar keine näheren Kontakte mehr. Darauf weist eine Eintragung Beethovens vom Dezember 1819 hin: Der Graf Waldstein war ja in der Nähe. Lebt er jetzt hier?

## Familie
Am 9. Mai 1812 heiratete er Gräfin Isabella Rzewuska (* 17. Oktober 1785; † 28. August 1818). Das Paar hatte eine Tochter: Ludmilla Antonia Franciska Marie Clementine (* 23. November 1815; † 18. März 1847) war mit Franz de Paula Deym von Střítež (1807–1872) verheiratet. Sein Enkel war der Diplomat Franz Deym von Střítež.